# Stefan Bacher
Stefan Bacher (Vienna, 4 luglio 1989) è un hockeista su ghiaccio austriaco, di ruolo difensore.

## Carriera
Se si eccettua una breve parentesi di dieci incontri durante i play-off della stagione 2011-2012, giocati in prestito nella seconda serie austriaca con l'ATSE Graz, Bacher ha sempre vestito la maglia del VSV di Villaco. Ha annunciato il suo ritiro dall'hockey professionistico nel maggio 2022, dopo sedici stagioni e quasi 800 partite coi carinziani. Nel successivo mese di luglio ha annunciato che avrebbe continuato a giocare ad hockey su ghiaccio, ma nelle serie minori, avendo trovato un accordo con l'ESC Steindorf, che militava nella terza serie austriaca.
Ha vestito a lungo anche la maglia dell'Austria, prendendo parte a due edizioni dei mondiali di prima divisione. Nel 2017 aveva lasciato la nazionale.